# HD6783
HD6783 — хімічно пекулярна зоря спектрального класу B8, що має видиму зоряну величину в смузі V приблизно  8,0.
Вона  розташована на відстані близько 1120,8 світлових років від Сонця.

## Пекулярний хімічний вміст
Зоряна атмосфера HD6783 має підвищений вміст 
Si
.